# Spéléodrome de Nancy
Le Spéléodrome de Nancy est une galerie souterraine artificielle, ancien aqueduc souterrain, promue centre régional d'entraînement de spéléologie et de plongée souterraine et conservatoire du patrimoine par l'Union spéléologique de l'agglomération nancéienne en 1991. L'eau qui en émerge donne naissance au ruisseau pérenne de l'Asnée, long d'environ 700 m à l'air libre avant d'être capté.
Il sert également d'espace pédagogique de découverte, pour des écoliers, collégiens et lycéens dans le cadre des cours de S.V.T., de physique-chimie, et plus généralement de sciences, et d'espace pédagogique d'étude pour des étudiants de l'École nationale supérieure des mines de Nancy dans le cadre des cours d'hydrogéologie ou les étudiants apprentis ingénieurs géologues d'UniLaSalle Beauvais.
Durant les années 1970 à 1995, cette galerie a été utilisée comme lieu initiatique (bizutage et intégration) pour accueillir les nouvelles promotions de l'école des géologues prospecteur de Nancy (B.T.S. de géologie appliquée). De nuit, fin septembre, la nouvelle promotion fraîchement arrivée avait pour mission d'aller graver le numéro de la promotion tout en amont de la galerie. Quelques élèves de 2e année étaient missionnés comme guides. La 1re partie du trajet est assez éprouvante car elle s’effectue dans l'eau et avec marche en canard (hauteur libre faible).

## Historique
Après l'annexion par l'Allemagne en 1871 de l'Alsace-Moselle, une partie de la population française de ces territoires, les optants, a choisi de migrer sur des terres restées françaises. C'est ainsi que la ville de Nancy a vu sa population augmenter de 64 % entre 1871 et 1891 alors que dans le même temps la population française n'a augmenté que de 6 %. Avec l'accroissement de population, la ville de Nancy a dû faire face à une augmentation de besoins en eau potable.

### Captation des eaux souterraines

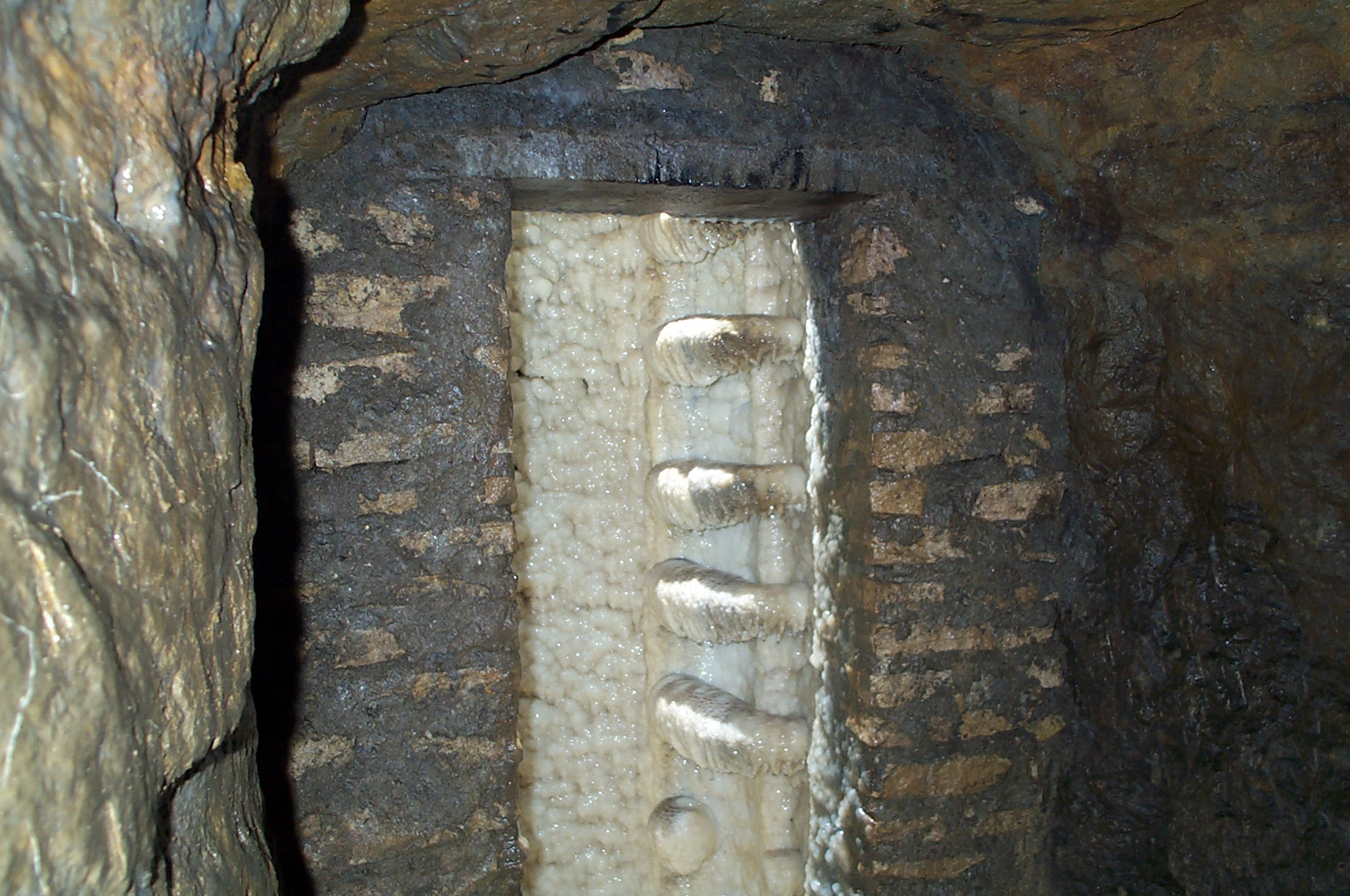
Spéléothème formé par coulée stalagmitique épaisse sur des barreaux d'une échelle murale.

Les sources utilisées jusqu'alors ne suffisaient plus et générèrent des épidémies de typhoïde en 1877, 1881, 1882 et 1885.
L'utilisation des eaux de surface de la Moselle, imaginée pour augmenter les capacités en eau potable  et enrayer les épidémies, fut mise en place grâce à une galerie filtrante longue de 610 m à Messein. L'eau était apportée à Nancy par un aqueduc de 13 km de long, réalisé entre 1875 et 1879. Cependant, cela ne résolut pas les problèmes sanitaires car ces eaux étaient fortement polluées par les industries et exploitations minières en amont, si bien qu'elles engendrèrent des épidémies de typhus en 1879, 1880, 1888 et 1891.
Finalement c'est le projet des ingénieurs Édouard Imbeaux (°1861 - †1943) et François Villain (°1863 - †1940)  qui fut retenu pour accroître les capacités en eau potable de Nancy : ce projet consistait à creuser une galerie de drainage des eaux souterraines du plateau de la forêt de Haye, eaux non polluées car situées sous un vaste massif forestier.

### Réalisation de l'ouvrage de Hardeval

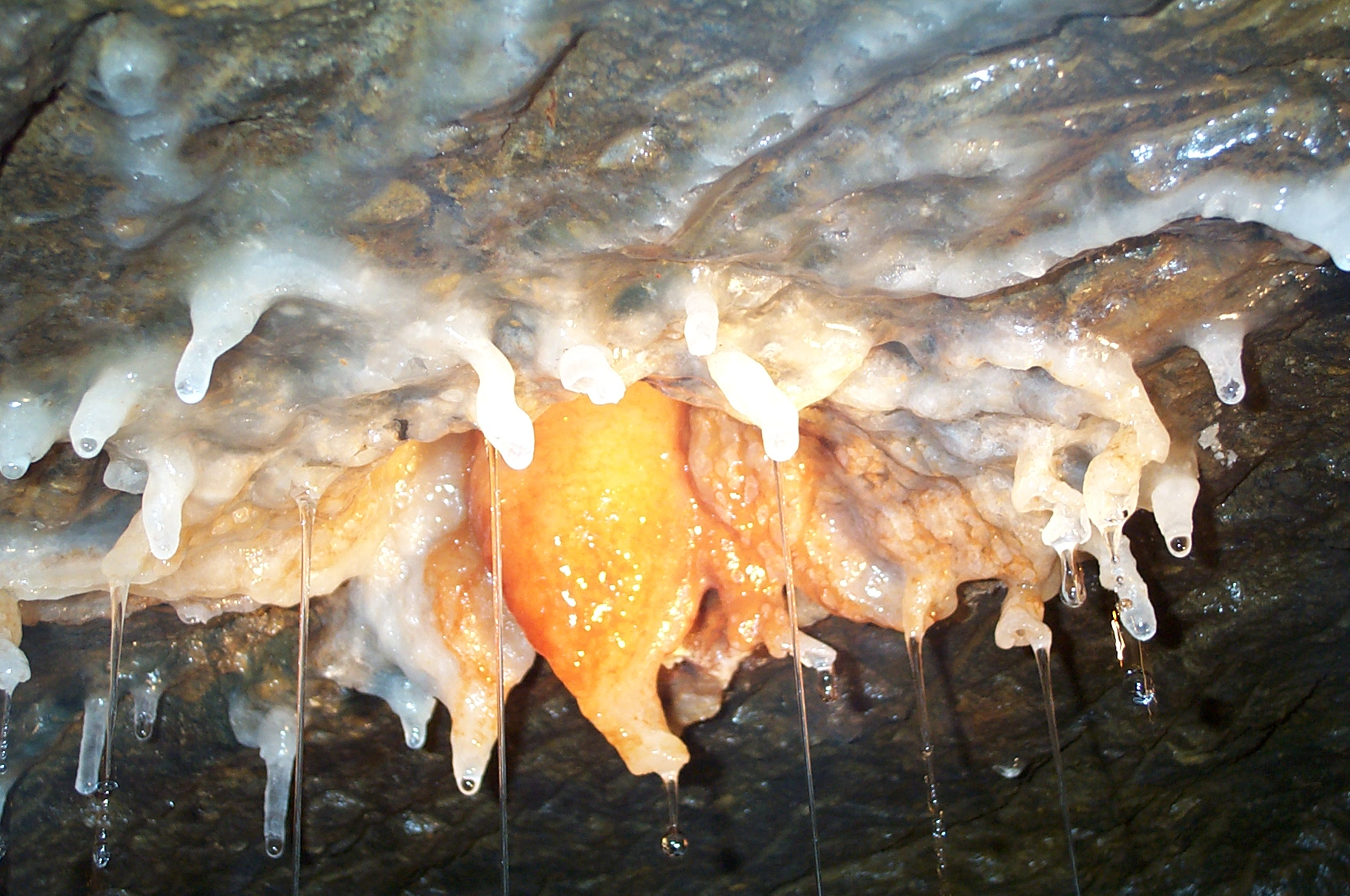
Spéléothème formé au niveau d'un forage vertical permettant le drainage de l'eau de la nappe phréatique dans le collecteur principal. Sa forme évoque une fleur.

Le projet initial consistait en un creusement de deux galeries de drainage dans les couches de l'Aalénien, juste sous la couche de marnes, mais finalement une seule galerie fut réalisée. Les travaux de creusement commencèrent le 1er février 1899, certainement au niveau d'une source, sous la direction des ingénieurs Édouard Imbeaux (°1861 - †1943) et François Villain et s'achevèrent en 1906. Afin de permettre à l'eau de la nappe de s'écouler dans la galerie drainante, le collecteur, le plafond de celle-ci fut percé, à l'aide de sondeuses électriques, de forages verticaux traversant la couche imperméable et formant ainsi des fontaines tout au long de la galerie. L'eau s'écoule également dans le collecteur grâce à quelques galeries annexes remontant à 45° et situées de part et d'autre de l'axe du drain. Au niveau de Clairlieu l'eau a une puissance artésienne de 20 m. Les travaux menés permettent de mieux appréhender « les détails de la composition du Bajocien inférieur et de la formation ferrugineuse ».
Les travaux ont été exécutés par une centaine d'hommes et ont coûté 1,892 MF à la ville de Nancy. La galerie réalisée développe au total 6 642 m et est appelée galerie de Villers ou ouvrage de Hardeval. Il aura fallu extraire environ 16 000 m3 de roche pour la réaliser. Elle fournit alors entre 1 440 à 4 320 m3 d'eau par jour (soit 14,4 à 43,2 L par jour et par habitant pour une population de 100 000 personnes).
L'eau issue de la nappe étant très calcaire (environ 130 mg/L), les fontaines ont été progressivement bouchées par les dépôts de calcite et le débit global du collecteur diminua. Le conseil municipal de Nancy signale à nouveau des problèmes d'alimentation en eau potable en 1919. La technologie évoluant, il fut décidé de construire une usine de traitement des eaux à l'ozone. L'usine Saint-Charles, construite entre 1929 et 1932 est alors conçue pour traiter 80 000 m3 par jour d'eau de la Moselle captée à Messein. Par la suite une nouvelle usine, l'usine Édouard-Imbeaux, fut construite entre 1970 et 1985 pour traiter 130 000 m3 par jour d'eau (soit 130 L par jour et par personne pour une population d'un million d'habitants).
Le réseau de Hardeval cesse d'être utilisé en 1932 et tombe progressivement dans l'oubli. Seuls quelques employés du service des eaux le parcourent occasionnellement...

### Conversion en Spéléodrome

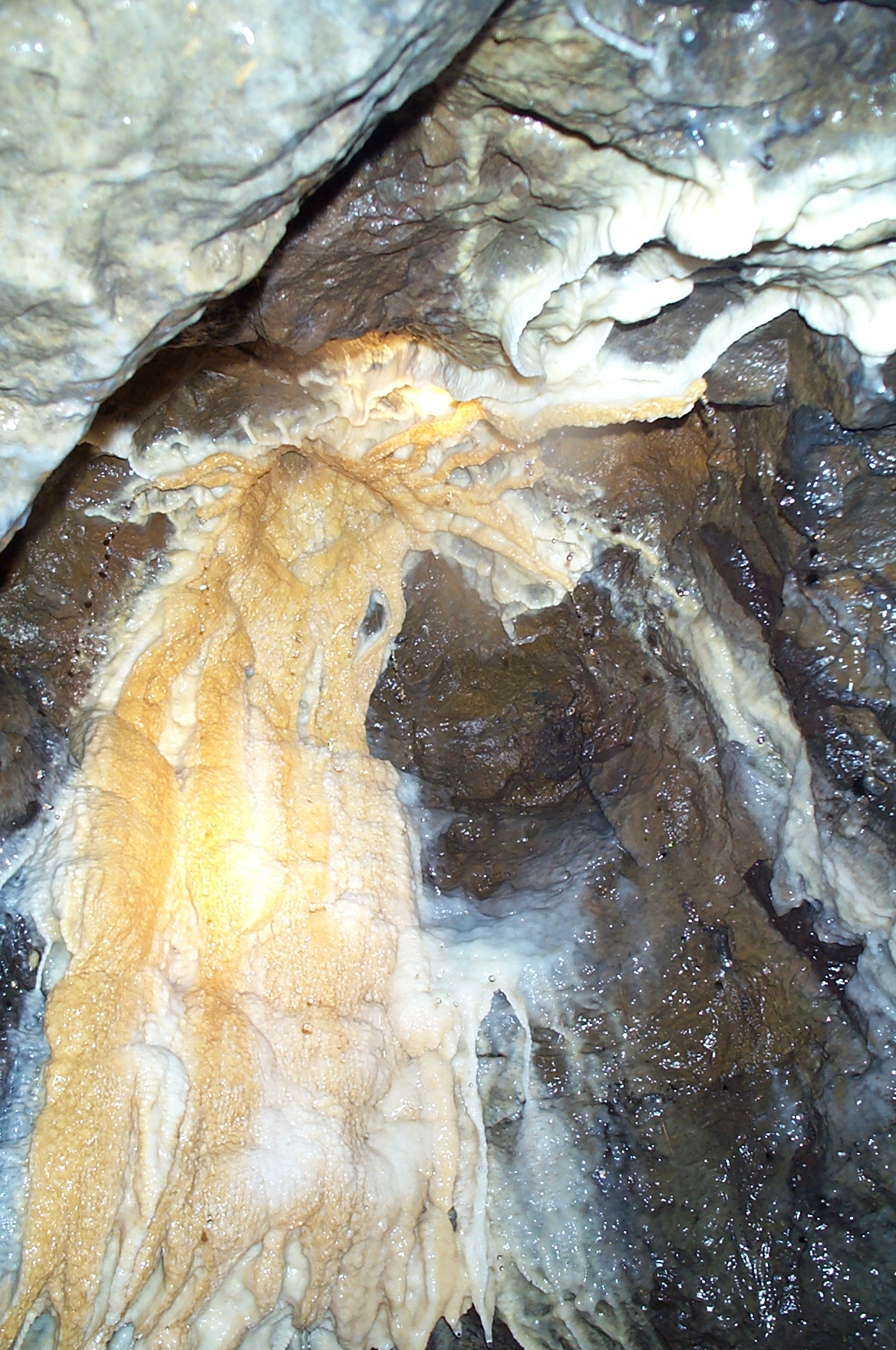
Spéléothème formé au niveau d'un forage vertical permettant le drainage de l'eau de la nappe phréatique dans le collecteur principal. Son aspect rappelle celui d'une licorne.

Laissé à l'abandon le réseau reçoit alors la visite de quelques spéléologues et scientifiques à partir des années 1950.
Ainsi, le 9 septembre 1953 Roger Husson, professeur à la faculté des sciences de Sarrebruck, signale, lors d'une conférence à Paris à l'occasion du 1er congrès international de spéléologie, y avoir effectué des prélèvements de Niphargus et de Cæcosphæroma.
Dès la fondation de l'Union spéléologique autonome de Nancy (ou USAN) en 1961, ses membres profitent des divers puits de l'ouvrage pour s'entraîner aux techniques spéléologiques de progression verticale. Le réseau de Hardeval apparaît d'ailleurs dans le catalogue des cavités de Meurthe-et-Moselle publié dans le bulletin de l'USAN Travaux et recherches spéléologiques tome III de 1966. Avec l'apparition de nouveaux clubs de spéléologie sur la région de Nancy ce sont alors plusieurs dizaines de spéléologues qui parcourent le réseau, s'entraînent dans les puits et parcourent la galerie.
Dans les années 1970 le lotissement de Clairlieu s'installe « au-dessus » du réseau. De nombreux gravats et autres objets hétéroclites sont alors jetés dans les puits laissés ouverts. Le puits de la Vierge devient totalement impraticable car obstrué sur une vingtaine de mètres de hauteur par des tonnes d'ordures diverses.
Le service des eaux du district de l'agglomération nancéienne abandonne officiellement le réseau en 1973 ainsi que les spéléologues qui l'oublient peu à peu.
En octobre 1989, de jeunes membres de l'USAN effectuent des prospections de terrain à la recherche d'accès aux mines de fer désaffectées de Maron-Val de Fer. À cette occasion ils découvrent le puits de la Vierge et pensent qu'il s'agit du puits d'aérage de la mine de la Vierge à cause de la proximité du chêne de la Vierge de Chaligny. À leur retour de prospection ils en parlent au président du club, Daniel Prévot, qui se souvient du réseau et de ses différents points d'entrée. L'exploration systématique du réseau débute et c'est l'enthousiasme pour cet ouvrage. L'USAN décide de transformer l'ensemble en un centre régional d'entraînement, école de spéléologie et conservatoire du patrimoine qui s'appellera le Spéléodrome de Nancy. Les salles noyées situées au niveau de l'œil de la galerie pourront servir de centre école pour la plongée souterraine, les puits permettront de s'initier et s'entraîner aux techniques spéléologiques de progression sur corde, alors que la galerie drainante sera un excellent parcours de découverte d'une rivière souterraine. Le terme de Spéléodrome a été inventé par Daniel Prévot à cette occasion : le préfixe spéléo- fait référence à la spéléologie, alors que le suffixe -drome signifie ici terrain aménagé comme c'est le cas dans aérodrome. Il a d'ailleurs été repris par la suite par le comité départemental de spéléologie de Seine-Saint-Denis (C.D.S. 93) pour le Spéléodrome de Rosny-sous-Bois, puis par le C.D.S. 95 pour celui de Méry-sur-Oise.
Le Spéléodrome de Nancy a été inauguré officiellement le 1er décembre 1991 par Damien Delanghe, président de la Fédération française de spéléologie qui a accordé son parrainage, en présence de monsieur Claude Gaillard, conseiller municipal de Nancy. À l'occasion de cette inauguration, le journal télévisé de 19 h de FR3 Lorraine fut présenté en direct de l'intérieur du réseau par Laurence Giroult.
La Ligue spéléologique lorraine (ou LISPEL) a signé une convention avec la communauté urbaine du Grand Nancy afin de garantir la gestion de l'ensemble par les spéléologues. Ainsi, les visites du réseau ne peuvent avoir lieu que sous la responsabilité d'une association habilitée par la LISPEL.

## Descriptif
Le Spéléodrome de Nancy est constitué de :
- un réservoir d'eau de 1 000 m3 en 2 compartiments à l'entrée de la galerie appelée l'œil de la galerie (48° 40′ 11″ N, 6° 08′ 13″ E),
- une galerie principale, le collecteur, d'une longueur de 4 873 m[notes 1],
- cinq puits d'accès : Hardeval (prof. 27 m), Saint-Julien (prof. 64 m), Clairlieu (prof. 38 m ; 48° 39′ 55″ N, 6° 06′ 56″ E), Haute-Borne (prof. 65 m), Vierge (prof. 63 m ; 48° 38′ 50″ N, 6° 05′ 57″ E),
- de galeries remontantes à 45°, situées de part et d'autre du collecteur et de galeries annexes pour un  total de 1 769 m.

### Contexte géologique
Le plateau de la forêt de Haye est situé à l'ouest de Nancy faisant partie des éléments formant le relief de cuesta de la bordure est du Bassin parisien.
Géologiquement il se compose de calcaires du Bajocien et du Bathonien, eux-mêmes reposant sur une fine (1 à 2 m d'épaisseur) couche de marnes micacées sous laquelle se trouvent les calcaires ferrifères du Toarcien et de l'Aalénien. Le tout forme un système de nappe phréatique dont les marnes micacées sont le plancher imperméable.

### Spéléothèmes

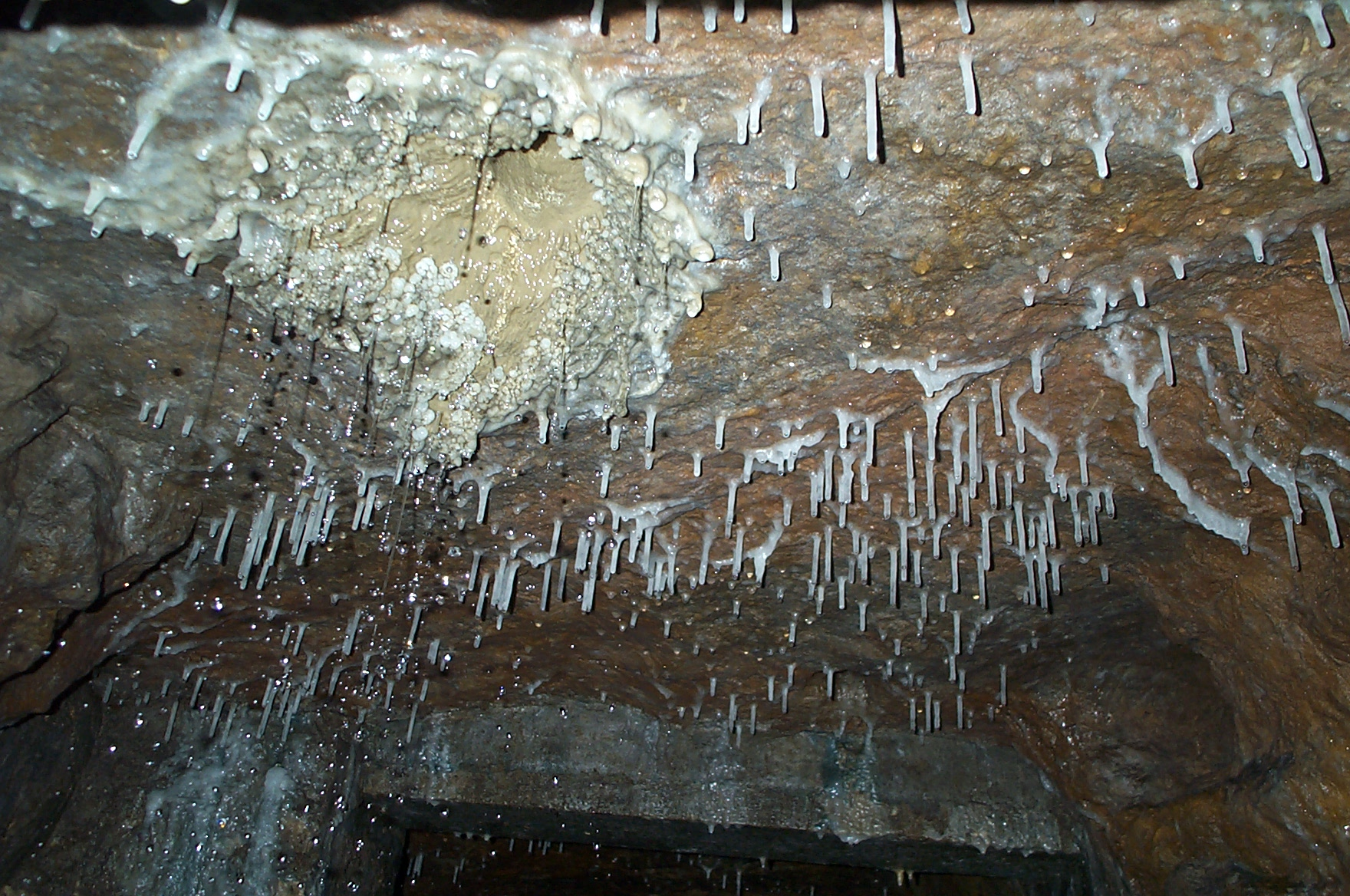
Spéléothème : Plafond de la galerie principale avec stalactites.

Lentement la nature a repris ses droits dans le réseau. Elle a commencé à réaliser des paysages typiquement souterrains grâce à des placages de calcite d'une blancheur immaculée sur les parois de la galerie, ce qui fait ressembler certaines parties à de véritables galeries naturelles.
Au plafond, les fontaines ont concrétionné et formé des fleurs de calcite blanche ou teintée d'oxydes ferreux ; parmi ces concrétions l'une d'entre elles est particulièrement remarquable et a été baptisée La Licorne par Christophe Prévot, membre de l'USAN, d'après des photographies prises en contre-plongée. Certaines galeries remontantes se trouvent également transformées en « cascades de glace » figées.
L'eau est évidemment toujours présente, voire très abondante, et s'écoule sur des escaliers souterrains en cascades bruyantes. Par endroits le lit de la rivière souterraine est jonché d'une multitude impressionnante de pisolithes.
Tout au long du parcours le visiteur peut observer de nombreux fossiles d'ammonites et des rostres de bélemnites.

### Biologie
Le réseau héberge une faune stygobie composée de plusieurs colonies de Niphargus, et de Cæcosphæroma.

### Espace pédagogique
Le Spéléodrome offre un cadre sécurisé et accessible aux élèves et étudiants pour observer et étudier le cycle de l'eau, l'hydrogéologie, la faune stygobie, les fossiles, etc. Pour les élèves du secondaire, un ensemble de supports pédagogiques destinés aux professeurs de S.V.T. a été réalisé par l'inspection pédagogique régionale et ses chargés de mission. Quant aux étudiants de l'École des mines de Nancy, ils disposent là d'un lieu unique de travail pour étudier les écoulements des eaux et la dynamique d'une galerie artificielle.
Le 2 décembre 2013, à l'occasion des XIe rencontres annuelles,, les représentants des Centres pilotes La main à la pâte ont découvert le site et les possibilités qu'il offre à des écoliers dans les domaines de la géologie, de l'hydrologie, de la paléontologie et de la faune hypogée.
Le Spéléodrome est ouvert régulièrement au grand public pour le sensibiliser à ce type de patrimoine ainsi qu'à la fragilité de l'environnement souterrain.

## Classement spéléologique
L'ensemble de la cavité est de classe 1, à l'exception des puits s'ils sont pratiqués sur corde par des spéléologues autonomes (classe 3).